# Полицейские (фильм, 1922)
«Полицейские» (англ. Cops) — немой короткометражный фильм Бастера Китона.

## Сюжет
Молодой человек ищет взаимности у дочери мэра, но она согласна иметь с ним дело только если он станет крупным бизнесменом. На пути к своей цели молодой человек попадает в немилость сразу у всех полицейских Лос-Анджелеса во время парада и вынужден спасаться бегством. В конце фильма ему удаётся запереть всех полицейских в здании Департамента, но, так и не добившись взаимности у возлюбленной, сдаётся в руки правосудия.

## В ролях
- Бастер Китон — молодой человек
- Джо Робертс — шеф полиции
- Вирджиния Фокс — дочь мэра